# Elián González
Elián González Brotons (Cárdenas, Matanzas, 6 de diciembre de 1993) es un ingeniero industrial cubano. Protagonizó un incidente de significativa relevancia en los medios de comunicación a raíz de su llegada a Estados Unidos y su posterior devolución a la custodia de su padre en Cuba en 2000.

## Biografía
Elián González nació el 6 de diciembre de 1993, de padres divorciados. Aunque sus padres se divorciaron en 1991 después de seis años de matrimonio, la pareja solo se separaría definitivamente en 1996, pero ambos siguieron siendo cercanos a su hijo. Dividieron la custodia de Elián, quien pasaba hasta cinco noches a la semana con su padre o una de sus abuelas y el resto del tiempo con su madre.

### El viaje de Elián

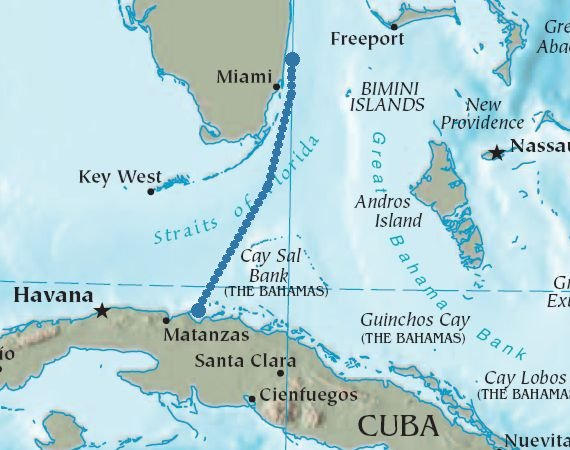
Mapa del viaje de Elián, desde Cuba hasta Florida.

En noviembre de 1999, fue sacado ilegalmente de Cuba por su madre, Elizabeth Brotons, con el propósito de emigrar a los Estados Unidos. La tentativa de emigrar de la isla fue realizada en un pequeño bote de aluminio con motor defectuoso; este bote era operado por un cubano residente en Miami, novio de la madre de Elián, que solía introducir inmigrantes ilegales cubanos en Estados Unidos a cambio de dinero. Durante la travesía, la madre de Elián y otras diez personas murieron. El niño y otras tres personas sobrevivieron después de varios días a la deriva, y alcanzaron las costas de Florida en una cámara de neumático. Elián fue rescatado por dos pescadores y entregado al servicio de guardacostas de los Estados Unidos.
Conforme a las leyes estadounidenses y cubanas, el acto cometido por la madre de Elián puede considerarse un secuestro y ser objeto de sanción penal. Sin embargo, dada la práctica jurisprudencial estadounidense denominada «dry feet, wet feet» (Pies secos, pies mojados), los cubanos que alcanzan las costas de los Estados Unidos pueden solicitar asilo político en ese país, mientras que los que son hallados en el mar son devueltos a Cuba —u ocasionalmente internados en terceros países que acepten concederles asilo—.

### El conflicto
Las autoridades estadounidenses —Servicio de Inmigración y Naturalización— en primera instancia entregaron a Elián bajo la custodia de su tío abuelo, Lázaro, residente en Miami. Los parientes estadounidenses de Elián, y diversas organizaciones opositoras a Fidel Castro, sostuvieron que por el principio «dry feet» el niño podía adquirir estado de asilado político, que fue solicitado por los parientes a cargo de su custodia. Pero por otra parte, dado que la madre había sacado al niño de Cuba sin autorización de su padre, Juan Miguel González Quintana, el caso no implicaba solo cuestiones de asilo político, sino también un conflicto relativo a la guardia de Elián.
Después de numerosas negociaciones y discusiones el Gobierno de Cuba, el Servicio de Inmigración y Naturalización y el Departamento de Justicia estadounidenses acuerdan que la cuestión de la custodia prevalece y que el niño debe ser devuelto a su padre en Cuba. La fiscal general Janet Reno fija el 13 de abril de 2000 como último plazo para la devolución. 
La polémica se intensifica, y la casa en que reside Elián en Miami es rodeada permanentemente por reporteros de prensa y televisión. Durante la mayor parte del verano de 2000 la controversia está presente en las noticias estadounidenses. El Gobierno cubano, mientras tanto, organiza grandes manifestaciones públicas exigiendo la devolución.
La batalla llega al congreso estadounidense y a los tribunales federales. Los parientes de Elián, apoyados por militantes anticastristas, rehúsan cumplir el ultimátum del 13 de abril. El 19 de abril la Corte Federal de Apelaciones del 11.º Circuito en Atlanta, Georgia, ordena que el niño no abandone los Estados Unidos hasta que se celebrase una audiencia sobre la apelación de la negación de asilo solicitada por sus parientes.
El 22 de abril, después de fracasar las negociaciones con los parientes de Elián, el Departamento de Justicia ordena que Elián sea sacado por la fuerza de la casa en que se hallaba y entregado a su padre, que ya había viajado a los Estados Unidos para reunirse con él. Un numeroso grupo de agentes del INS vistiendo uniformes de combate y armados de subfusiles automáticos MP5 toma por asalto la casa. Una fotografía célebre, tomada por el reportero Alan Díaz de Associated Press —por la cual ganó un Premio Pulitzer en 2001— muestra a un agente del INS apuntando su MP5 a Elián y a Donato Dalrymple, uno de los pescadores que lo encontrara.

### El retorno a Cuba
El niño fue trasladado de inmediato a la base aérea Andrews de la USAF, donde se reunió con su padre. Sin embargo, ambos debieron permanecer en los Estados Unidos hasta que los parientes de Elián agotaran todas las instancias judiciales. El 1 de junio de 2000 la Corte Federal de Apelaciones del 11.º Circuito falló en contra de la petición de asilo de Elián, indicando que el muchacho no tenía edad suficiente para solicitar asilo, y que solo su padre podía hablar en su representación. La Corte Suprema de los Estados Unidos deniega una apelación —writ of certiorari— en esa instancia, y finalmente el 28 de junio Elián y su padre regresaron a su hogar en Cuba.
En 2006 Elián vivía con su familia en Cárdenas, Cuba. El Gobierno cubano creó en esa ciudad un museo, denominado Museo de la Batalla de Ideas, que incluye una sala dedicada a Elián. Juan Miguel es diputado de la Asamblea Nacional del Poder Popular cubana y ha asistido a eventos del Partido Comunista, del que es militante, acompañado de Elián, quien ha sido convocado a escenario para encontrarse con Fidel Castro. Castro también asistió a una fiesta de cumpleaños de Elián, que la televisión cubana filmó y difundió ampliamente.
El 15 de junio de 2008 ingresó, junto a otros 18 000 jóvenes, en la Unión de Jóvenes Comunistas.
El 4 de diciembre de 2016 estuvo en el sepelio de Fidel Castro en Santa Ifigenia.
En la plaza Tribuna Antiimperialista José Martí se encuentra una estatua de José Martí cargando al niño Elián González.

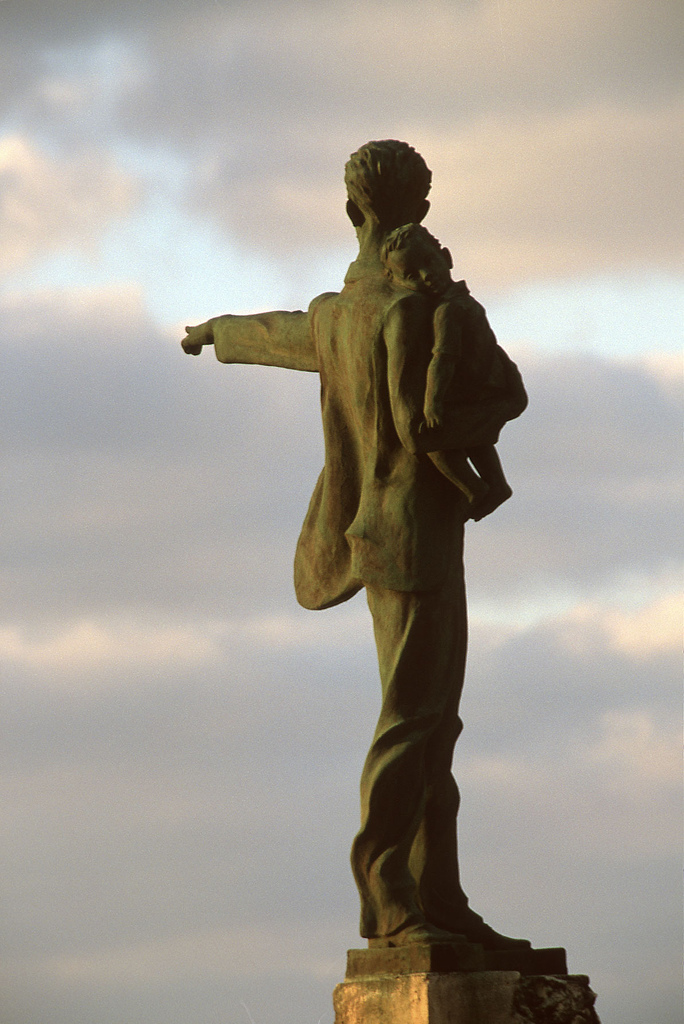
Estatua de José Martí y Elián González

## Condecoraciones
- Medalla José Antonio Echeverría (2014)[5]

## Comentarios críticos y satíricos
El 9 de abril de 2000, en su columna del The Washington Post, Richard Cohen señalaba: «Elian y Juan Miguel González, hijo y padre. El primero es un niño inocente. el segundo un hombre al que le quitaron a su hijo. Elián se ha comportado como un típico niño de seis años, Juan Miguel como un típico padre. Y la mayoría de los políticos como típicos idiotas».
El cuarto episodio de la cuarta temporada de South Park llamado «Quintuplets 2000» que trata sobre la repatriación de unas quintillizas rumanas; salió al aire durante el conflicto sobre Elián González; además durante el episodio aparece en dos ocasiones la fotografía de Alan Díaz, también incluía a personajes como Janet Reno, la fiscal general en ese entonces.
En su álbum Killing Spree, una banda de Yonkers (Nueva York), llamado Carnage Krew le dedicó la canción «Alien Gonzalez» a Elián.
En el quinto episodio de la tercera temporada de Isla presidencial, aparece como invitado un personaje llamado Elián, siendo una clara referencia al niño.